# VM i landevejscykling 2022 – Linjeløb (junior damer)
Junior damernes linjeløb ved VM i landevejscykling 2022 er den 35. udgave af mesterskabet. Det 67,2 km lange linjeløb med 1008 højdemeter bliver afholdt lørdag den 24. september 2022 med start og slut nær marinekysten i Wollongong.
På grund af store rejseomkostninger har blandt andet Danmark og Norge fravalgt at sende juniorryttere til start.

## Hold og ryttere
| Unknown team category |
|                       |

## Resultater
| \| Samlede stilling \| Samlede stilling \| Samlede stilling \| Samlede stilling \| Samlede stilling \| \| Rytter \| Rytter \| Hold \| Tid \| \| \| ---------------- \| ---------------- \| ---------------- \| ---------------- \| ---------------- \| |        |      |     |
| |        |      |     |
| Kilde: ProCyclingStats |        |      |     |
| Samlede stilling |        |      |     |
| Rytter | Rytter | Hold | Tid |